# 12.12: اليوم
12.12: اليوم (بالكورية: 서울의 봄)‏ هو فيلم دراما تاريخي كوري جنوبي من اخراج كيم سانغ سو. وبطولة هوانغ جونغ مين و جونغ وو سونغ. تدور احداث الفيلم حول احداث انقلاب الثاني عشر من ديسمبر في كوريا الجنوبية.
في الفيلم، تُستخدم أسماء مستعارة بدلاً من أسماء الأشخاص الحقيقية وعلى الرغم من أن الأحداث حقيقية، إلا أن هناك بعض الاحداث الخيالية أيضًا.

## القصة
بعد اغتيال الرئيس الكوري الجنوبي بارك، أُعلنت الأحكام العرفية في كوريا الجنوبية. قائد الأمن تشون دو غوانغ والضباط الذين يتبعونه يقودون انقلابًا على الحكم. لي تاي شين القائد العنيد لقيادة حامية العاصمة والذي يعتقد أنه لا ينبغي للجنود اتخاذ أي إجراء سياسي، يقاتل ضد تشون دو غوانغ. ومع تزايد الصراع بين الرجلين، يؤجل القادة العسكريون قراراتهم، ويختفي وزير الدفاع. وفي ظل هذه الفوضى، يسير الربيع في سيول الذي يتوق إليه الجميع، في اتجاه غير متوقع.

## الممثلون
- هوانغ جونغ مين بدور اللواء تشون دو غوانغ: استنادًا إلى تشون دو هوان، الذي أصبح فيما بعد الرئيس الخامس لكوريا الجنوبية.
- جونغ وو سونغ بدور اللواء لي تاي شين: استنادًا إلى جانغ تاي وان، قائد قيادة حامية العاصمة.
- لي سونغ مين بدور الجنرال جيونغ سانغ هو: استنادًا إلى جيونغ سونغ هوا، رئيس أركان الجيش.
- بارك هاي جون بدور اللواء نوه تاي جيون: استنادًا إلى روو تاي وو، حليف تشون دو هوان الذي أصبح فيما بعد الرئيس السادس لكوريا الجنوبية
- كيم سونغ كيون بدور العميد كيم جون يوب: استنادًا إلى كيم جين كي، مفتش الشرطة العسكرية في مقر الجيش.
- كيم يوسانغ بدور او غوك سانغ: استنادًا إلى رو جاي هيون، الذي شغل منصب وزير الدفاع الوطني رقم 21.
- جونغ دونغ هوان بدور الرئيس تشوي هان غيو: استنادًا إلى تشوي كيو ها، الرئيس الرابع لكوريا الجنوبية.
- آهن ناي سانغ بدور الفريق هان يونغ غو: استنادًا إلى هوانغ يونغ سي، قائد الفيلق الأول الذي تم تعيينه لاحقًا رئيسًا لأركان الجيش في عام 1981.
- تشوي بيونغ مو بدور العميد دو هي تشيول: استنادًا إلى بارك هي دو، قائد لواء القوات الخاصة الأول المحمول جواً.
- بارك هون بدور العقيد مون إيل بيونغ: استنادًا إلى هيو هوا بيونغ، أحد أقرب شركاء تشون دو هوان.
- لي جاي يون بدور المقدم ليم هاكجو: استنادًا إلى لي هاك بونغ، الذي قام بالتحقيق مع جيونغ سيونغ هوا أثناء الانقلاب.
- كيم سونغ أوه بدور العميد كيم تشانغ سي: استنادًا إلى تشوي سي تشانغ، قائد لواء القوات الخاصة الثالث المحمول جواً.
- بارك وون سانغ بدور الفريق جو جاي يونغ: استنادًا إلى لي كون يونغ، قائد الجيش الميداني الثالث.
- نام يون هو بدور العقيد كانغ دونغ تشان، التابع للواء لي تاي شين وقائد اللواء في قيادة حامية العاصمة.
- جيون سو جين بدور زوجة لي تاي شين.
- بول باتل بدور سفير للولايات المتحدة في كوريا الجنوبية.
- جونغ مان شيك بدور اللواء جونغ سو هيوك: استنادًا إلى جيونغ بيونغ جو، قائد قيادة القوات الخاصة بالجيش.[8]
- جونغ هاي إن بدور الرائد اوه جين هو: استنادًا إلى كيم او-رانغ، رئيس أركان جيونغ بيونغ جو.[8]
- لي جون هيوك بدور الضابط كوون هيونغ جين، ضابط أمن جيونغ سانغ هو.[9]

## الإنتاج
بدأ التصوير في فبراير 2022 وانتهى في يوليو 2022.
كشف المخرج كيم سونغ سو في المؤتمر الصحفي أنه كان طالبًا في السنة الأخيرة من المدرسة الثانوية عند وقوع الانقلاب في الثاني عشر من ديسمبر، وكان يعيش في هانام دونغ، سول، حيث وقع الحادث. خرج من منزله وكان يتجول في الحي، وعندما سمع صوت إطلاق نار من المقر الرسمي لرئيس أركان الجيش، ذهب إلى هناك، لكن الجنود سيطروا عليه. كان خائفًا لأنه كان يسمع طلقات نارية طوال الليل ولا يستطيع الاقتراب، لكنه كان مليئًا بالفضول والتساؤلات في ذلك الوقت لأنه لم يتمكن من معرفة ما يحدث، مما دفعه إلى صنع هذا الفيلم.

## الاستقبال

### شباك التذاكر
صدر الفيلم في دور السينما في كوريا يوم 22 تشرين الثاني/نوفمبر 2023. وتصدر شباك تذاكر السينما الكورية بـ 219 ألف مُتفرج في يوم عرضهِ الأول. وحافظ على صدارته في شباك التذاكر لـ 28 يوماً متتالياً. جاذباً أكثر من 11 مليون مُشاهد في شباك تذاكر السينما الكورية بإيرادات تجاوزت 70 مليون دولار ليصبح أعلى فيلم مشاهدة في كوريا خلال عام 2023.
وصل الفيلم إلى المركز العاشر ضمن أعلى الأفلام مشاهدة في تاريخ السينما الكورية والمركز السابع ضمن أكثر فيلم كوري ناجح في شباك التذاكر الكوري، حيث تجاوز 12 مليون و800 ألف تذكرة بإيرادات تخطت 93 مليون دولار.

## الجوائز والترشيحات
| قائمة الجوائز والترشيحات | قائمة الجوائز والترشيحات  | قائمة الجوائز والترشيحات  | قائمة الجوائز والترشيحات                              | قائمة الجوائز والترشيحات | قائمة الجوائز والترشيحات |
| السنة                    | الجائزة                   | الفئة                     | المستلم                                               | النتيجة                  | م.                       |
| ------------------------ | ------------------------- | ------------------------- | ----------------------------------------------------- | ------------------------ | ------------------------ |
| 2024                     | جوائز الأفلام الآسيوية    | أفضل فيلم                 | 12.12: اليوم                                          | رُشِّح                      | [ 12 ]                   |
| 2024                     | جوائز الأفلام الآسيوية    | أفضل مخرج                 | كيم سونغ سو                                           | رُشِّح                      | [ 12 ]                   |
| 2024                     | جوائز الأفلام الآسيوية    | أفضل ممثل                 | هوانغ جونغ مين                                        | رُشِّح                      | [ 12 ]                   |
| 2024                     | جوائز الأفلام الآسيوية    | أفضل ممثل مساعد           | بارك هون                                              | فوز                      | [ 12 ]                   |
| 2024                     | جوائز الأفلام الآسيوية    | أفضل مونتاج               | كيم سانغ بوم                                          | فوز                      | [ 12 ]                   |
| 2024                     | جوائز الأفلام الآسيوية    | أفضل تصوير سينمائي        | لي مو غاي                                             | رُشِّح                      | [ 12 ]                   |
| 2024                     | جوائز بايكسانغ للفنون     | الجائزة الكبرى – فيلم     | كيم سونغ سو                                           | فوز                      | [ 13 ] [ 14 ]            |
| 2024                     | جوائز بايكسانغ للفنون     | أفضل فيلم                 | 12.12: اليوم                                          | فوز                      | [ 13 ] [ 14 ]            |
| 2024                     | جوائز بايكسانغ للفنون     | أفضل مخرج                 | كيم سونغ سو                                           | رُشِّح                      | [ 13 ] [ 14 ]            |
| 2024                     | جوائز بايكسانغ للفنون     | أفضل ممثل                 | جونغ وو سونغ                                          | رُشِّح                      | [ 13 ] [ 14 ]            |
| 2024                     | جوائز بايكسانغ للفنون     | أفضل ممثل                 | هوانغ جونغ مين                                        | فوز                      | [ 13 ] [ 14 ]            |
| 2024                     | جوائز بايكسانغ للفنون     | أفضل سيناريو              | هونغ إن بيو، هونغ وون تشان، لي يونغ جونغ، كيم سونغ سو | رُشِّح                      | [ 13 ] [ 14 ]            |
| 2024                     | جوائز بايكسانغ للفنون     | الجائزة التقنية           | هوانغ هو كيون (مكياج المؤثرات الصوتية)                | رُشِّح                      | [ 13 ] [ 14 ]            |
| 2024                     | جوائز بايكسانغ للفنون     | الجائزة التقنية           | لي مو جاي (تصوير سينمائي)                             | رُشِّح                      | [ 13 ] [ 14 ]            |
| 2024                     | جوائز أفلام التنين الأزرق | أفضل فيلم                 | 12.12: اليوم                                          | فوز                      | [ 15 ]                   |
| 2024                     | جوائز أفلام التنين الأزرق | أفضل مخرج                 | كيم سونغ سو                                           | رُشِّح                      | [ 15 ]                   |
| 2024                     | جوائز أفلام التنين الأزرق | أفضل ممثل                 | جونغ وو سونغ                                          | رُشِّح                      | [ 15 ]                   |
| 2024                     | جوائز أفلام التنين الأزرق | أفضل ممثل                 | هوانغ جونغ مين                                        | فوز                      | [ 15 ]                   |
| 2024                     | جوائز أفلام التنين الأزرق | أفضل ممثل مساعد           | بارك هاي جون                                          | رُشِّح                      | [ 15 ]                   |
| 2024                     | جوائز أفلام التنين الأزرق | أفضل سيناريو              | هونغ إن بيو، هونغ وون تشان، لي يونغ جونغ، كيم سونغ سو | رُشِّح                      | [ 15 ]                   |
| 2024                     | جوائز أفلام التنين الأزرق | أفضل مونتاج               | كيم سانغ بوم                                          | فوز                      | [ 15 ]                   |
| 2024                     | جوائز أفلام التنين الأزرق | أفضل تصوير سينمائي وإضاءة | لي مو جاي، لي سونغ هوان                               | رُشِّح                      | [ 15 ]                   |
| 2024                     | جوائز أفلام التنين الأزرق | أفضل إخراج فني            | جانغ جيون يونغ، إيون هي سانغ                          | رُشِّح                      | [ 15 ]                   |
| 2024                     | جوائز أفلام التنين الأزرق | الجائزة التقنية           | جونغ دو آن (مؤثرات صوتية)                             | رُشِّح                      | [ 15 ]                   |
| 2024                     | جوائز بيل للأفلام         | أفضل فيلم                 | 12.12: اليوم                                          | رُشِّح                      | [ 16 ] [ 17 ]            |
| 2024                     | جوائز بيل للأفلام         | أفضل مخرج                 | كيم سونغ سو                                           | فوز                      | [ 16 ] [ 17 ]            |
| 2024                     | جوائز بيل للأفلام         | أفضل ممثل                 | هوانغ جونغ مين                                        | رُشِّح                      | [ 16 ] [ 17 ]            |
| 2024                     | جوائز بيل للأفلام         | أفضل ممثل                 | جونغ وو سونغ                                          | فوز                      | [ 16 ] [ 17 ]            |
| 2024                     | جوائز بيل للأفلام         | أفضل سيناريو              | هونغ إن بيو، هونغ وون تشان، لي يونغ جونغ، كيم سونغ سو | رُشِّح                      | [ 16 ] [ 17 ]            |
| 2024                     | جوائز بيل للأفلام         | أفضل تصوير سينمائي        | لي مو غاي                                             | رُشِّح                      | [ 16 ] [ 17 ]            |
| 2024                     | جوائز بيل للأفلام         | جائزة أفضل فن/تقنية       | جانغ جيون يونغ                                        | رُشِّح                      | [ 16 ] [ 17 ]            |
| 2024                     | جوائز بيل للأفلام         | أفضل موسيقى               | لي جاي جين                                            | رُشِّح                      | [ 16 ] [ 17 ]            |
| 2024                     | جوائز نسخة المخرج         | أفضل مخرج (فيلم)          | كيم سونغ سو                                           | فوز                      | [ 18 ]                   |
| 2024                     | جوائز نسخة المخرج         | أفضل ممثل (فيلم)          | هوانغ جونغ مين                                        | رُشِّح                      | [ 18 ]                   |
| 2024                     | جوائز نسخة المخرج         | أفضل ممثل (فيلم)          | جونغ وو سونغ                                          | رُشِّح                      | [ 18 ]                   |
| 2024                     | جوائز نسخة المخرج         | أفضل سيناريو              | هونغ إن بيو، هونغ وون تشان، لي يونغ جونغ، كيم سونغ سو | فوز                      | [ 18 ]                   |
| 2024                     | جوائز نسخة المخرج         | أفضل ممثل جديد (فيلم)     | كيم إيوي سونغ                                         | رُشِّح                      | [ 18 ]                   |

## روابط خارجية
- 12.12: اليوم على موقع IMDb (الإنجليزية)
- 12.12: اليوم على موقع روتن توميتوز (الإنجليزية)
- 12.12: اليوم على موقع فيلمافينيتي (الإسبانية)
- 12.12: اليوم على موقع قاعدة بيانات الفيلم (الإنجليزية)
- 12.12: اليوم على موقع ليتربوكسد (الإنجليزية)